# Stephen Rallis
Stephen James Rallis (Bennington (Vermont), 17 de maio de 1942 – 17 de abril de 2012) foi um matemático estadunidense, que trabalhou com representação de grupos, formas automórficas e programa Langlands.

## Formação
Rallis obteve um bacharelado em 1964 na Universidade Harvard, um Ph.D. em 1968 no Instituto de Tecnologia de Massachusetts (MIT), e em 1968–1970 no Instituto de Estudos Avançados de Princeton. Após dois anos na Universidade de Stony Brook, dois anos na Universidade de Estrasburgo, foi membro da Universidade Estadual de Ohio em 1977, onde permaneceu no resto de sua carreira.
Foi palestrante do Congresso Internacional de Matemáticos em Quioto (1990: "Poles of Standard L-functions".

## Publicações selecionadas

### Artigos
- Langlands’ functoriality and the Weil representation. Amer.J.Math. 104 (1982), no. 3, 469–515.
- On the Howe duality conjecture. Compositio Math. 51 (1984), no.3, 333–399.
- com Stephen S. Kudla: On the Weil–Siegel formula. J. Reine Angew. Math. 387 (1988), no. 1, 1–68.
- com Ilja Pjatetskij-Shapiro: A new way to get Euler products. J.Reine Angew. Math. 392 (1988), 110–124.
- com Ilja Pjatetskij-Shapiro and Gerard Schiffmann: Rankin–Selberg integrals for the group G_2. Amer. J. Math. 114 (1992), no.6, 1269–1315.
- com Stephen S. Kudla: A regularized Siegel–Weil formula: the first term identity. Ann. Of Math. (2) 140 (1994), no. 1, 1–80.
- com Hervé Jacquet: Uniqueness of linear periods. Compositio Math. 387 (1996), no. 1, 65–123.
- com David Ginzburg and David Soudry: A tower of theta correspondences for G_2. Duke Math. J. 88 (1997), no. 3, 537–624.
- com David Ginzburg and David Soudry: On explicit lifts of cusp forms from GL(m) to classical groups. Annals of Mathematics (2) 150 (1999), no. 3, 807–866.
- com Erez Lapid: On the nonnegativity of L(1/2,pi) for SO_2(n + 1). Ann. of Math.(2) 157 (2003), no. 3, 891–917.
- com Avraham Aizenbud, Dmitry Gourevitch and Gerard Schiffmann: Multiplicity one theorems. Annals of Mathematics (2) 172 (2010), no. 2, 1407–1434.

### Livros
- L-functions and the oscillator representation. [S.l.]: Springer. 1987
- com Stephen Gelbart and Ilya Piatetski-Shapiro:Explicit constructions of automorphic L-functions. [S.l.]: Springer. 1987
- com David Ginzburg and David Soudry: The descent map from automorphic representations of GL(n) to classical groups. [S.l.]: World Scientific Publication Co. 2011

## Sources and further reading
- James Cogdell, Dihua Jiang, Coordinating Editors (março de 2013). «Remembering Steve Rallis» (PDF). Notices of the AMS. 60 (4): 466–469
- O'Connor, John J.; Robertson, Edmund F., «Stephen Rallis», MacTutor History of Mathematics archive (em inglês), Universidade de St. Andrews